# Anita Caprioli
Anita Caprioli (Vercelli, 11 dicembre 1973) è un'attrice italiana.

## Biografia
Studia recitazione a Milano con l'argentino Raoul Manso e a Roma per diversi anni frequenta i laboratori di Beatrice Bracco. Nel 1991 a Londra partecipa ad alcuni workshop con la direzione di Andrea Brooks. Tra il 1988 ed il 1997 lavora in teatro nel Cerchio di gesso del Caucaso, ne La locandiera, regia di Andrea Brooks, e ne Il berretto a sonagli, regia di Andrea Taddei. Nel 1997 appare per la prima volta sugli schermi cinematografici con il film Tutti giù per terra di Davide Ferrario. Si fa notare poi nel complesso ruolo di Rita Squeglia nel film di Luciano Odorisio, Senza movente (1999). Nel 2000 è Mara in Denti, regia di Gabriele Salvatores.
Nel 2001 interpreta il ruolo di Ancilla in Vajont di Renzo Martinelli, a fianco di Daniel Auteuil e Michel Serrault; nello stesso anno interpreta il ruolo di Dolores nel film di Marco Ponti, Santa Maradona, e, nel 2002, recita insieme ad Alessio Boni nel film drammatico per la TV L'altra donna, per la regia di Anna Negri. Successivamente, sotto la direzione di Carlo Verdone, gira la commedia Ma che colpa abbiamo noi (2003) e, diretta da Giovanni Veronesi, ha un ruolo in Manuale d'amore (2005). Nel 2004 interpreta il personaggio di Catherine nella miniserie tv Cime tempestose, tratto dall'omonimo romanzo di Emily Brontë, e l'anno seguente è protagonista – nel ruolo di Francesca – nel film Onde, regia di Francesco Fei, Adriana Cutolo ne La guerra di Mario, diretto da Antonio Capuano, e Anna in Cielo e terra di Luca Mazzieri. Sempre nel 2005, interpreta la fiction in 2 puntate Sacco e Vanzetti di Fabrizio Costa.
Nel 2006 è la protagonista del film Per non dimenticarti, regia di Mariantonia Avati, e del film di Eugenio Cappuccio Uno su due. L'anno successivo è interprete in Non pensarci, regia di Gianni Zanasi, con Valerio Mastandrea e Giuseppe Battiston, presentato in anteprima alla Mostra di Venezia, e de I demoni di San Pietroburgo, regia di Giuliano Montaldo. Nel 2008 recita a fianco di Claudio Bisio nel film Si può fare, diretto da Giulio Manfredonia. Nel 2011 recita nel film Immaturi e nello stesso anno entra a far parte del cast di Tutti pazzi per amore 3 nel ruolo di Eva, amica lesbica della protagonista Laura. Nel 2012 esce al cinema il sequel di Immaturi: Immaturi - Il viaggio, dove riprende il ruolo di Eleonora. Nel 2012 riceve una candidatura ai David di Donatello come migliore attrice non protagonista.

## Vita privata
Nel giugno 2016 ha avuto una figlia, nata dalla relazione con l'attore Daniele Pecci.

## Filmografia

### Cinema
- Tutti giù per terra, regia di Davide Ferrario (1997)
- Fuochi d'artificio, regia di Leonardo Pieraccioni (1997)
- Domani, regia di Giulio Ciarambino (1998)
- Donne in bianco, regia di Tonino Pulci (1998)
- Senza movente, regia di Luciano Odorisio (1999)
- 20 - Venti, regia di Marco Pozzi (1999)
- Denti, regia di Gabriele Salvatores (2000)
- L'uomo della fortuna, regia di Silvia Saraceno (2000)
- Vajont, regia di Renzo Martinelli (2001)
- Santa Maradona, regia di Marco Ponti (2001)
- Ma che colpa abbiamo noi, regia di Carlo Verdone (2003)
- Onde, regia di Francesco Fei (2005)
- Cielo e terra, regia di Luca Mazzieri (2005)
- Manuale d'amore, regia di Giovanni Veronesi (2005)
- La guerra di Mario, regia di Antonio Capuano (2005)
- Per non dimenticarti, regia di Mariantonia Avati (2006)
- Uno su due, regia di Eugenio Cappuccio (2006)
- Non pensarci, regia di Gianni Zanasi (2007)
- I demoni di San Pietroburgo, regia di Giuliano Montaldo (2007)
- Vogliamo anche le rose, voce narrante, regia di Alina Marazzi (2007)
- Si può fare, regia di Giulio Manfredonia (2008)
- All Human Rights for All, episodio Maddalena, regia di Claudio Camarca (2008)
- Je suis venu pour elle, regia di Ivan Taieb (2009)
- Good Morning Aman, regia di Claudio Noce (2009)
- Cocapop, regia di Pasquale Pozzessere (2009)
- Immaturi, regia di Paolo Genovese (2011)
- Corpo celeste, regia di Alice Rohrwacher (2011)
- Interno giorno, regia di Tommaso Rossellini (2011)
- Il mio paese, regia di André Ristum (2011)
- La kryptonite nella borsa, regia di Ivan Cotroneo (2011)
- Immaturi - Il viaggio, regia di Paolo Genovese (2012)
- La prima neve, regia di Andrea Segre (2013)
- Diva!, regia di Francesco Patierno (2017)
- Il campione, regia di Leonardo D'Agostini (2019)
- I predatori, regia di Pietro Castellitto (2020)
- Io sono Vera, regia di Beniamino Catena (2020)
- Non mi uccidere, regia di Andrea De Sica (2021)
- Deer Girl, regia di Francesco Jost (2023)
- Gli addestratori, regia di Andrea Jublin (2024)

### Televisione
- La donna del treno, regia di Carlo Lizzani – miniserie TV (1999)
- Tre addii, regia di Mario Caiano – miniserie TV (1999)
- L'altra donna, regia di Anna Negri – film TV (2002)
- Cime tempestose, regia di Fabrizio Costa – miniserie TV (2004)
- Sacco & Vanzetti, regia di Fabrizio Costa – miniserie TV (2005)
- Il bambino della domenica, regia di Maurizio Zaccaro – miniserie TV (2008)
- Non pensarci - La serie, regia di Lucio Pellegrini e Gianni Zanasi – serie TV (2009)
- Crimini 2 - episodio La doppia vita di Natalia Blum, regia di Anna Negri – film TV (2010)
- Tutti pazzi per amore 3, regia di Laura Muscardin – serie TV (2011)
- A fari spenti nella notte, regia di Anna Negri – film TV (2012)
- Purché finisca bene - episodio Una Ferrari per due, regia di Fabrizio Costa – film TV (2014)
- La strada dritta, regia di Carmine Elia – miniserie TV (2014)
- Qualunque cosa succeda, regia di Alberto Negrin – miniserie TV (2014)
- Catturandi - Nel nome del padre, regia di Fabrizio Costa – serie TV (2016)
- Liberi tutti, regia di Giacomo Ciarrapico e Luca Vendruscolo – serie TV (2019)
- Ridatemi mia moglie, regia di Alessandro Genovesi – miniserie TV (2021)
- Sorelle per sempre, regia di Andrea Porporati – film TV (2021)
- Vita da Carlo, regia di Carlo Verdone e Arnaldo Catinari – serie TV (2021)
- Hotel Portofino – serie TV, episodi 3x01-3x02 (2024)

### Cortometraggi
- Assolo, regia di Marco Pozzi (1995)
- Il sorriso di Diana, regia di Luca Lucini (2002)
- Biondina, regia di Laura Bispuri (2011)

### Videoclip
- Vivere il mio tempo dei Litfiba (1999)
- Viba dei Verdena (1999)

### Videogiochi
- Blindness di DedaloMedia Interactive (1996)

## Teatro
- Il cerchio di gesso del Caucaso (1988)
- La locandiera (1995)
- Il berretto a sonagli (1996)
- La locandiera (1997)

## Doppiaggio
- Regina Gorgo in 300
- Kyra Mosley in Call of Duty: Ghosts[3]

## Riconoscimenti
- Ciak d'oro
  - 2012 – Migliore attrice non protagonista per Corpo celeste[4]